# Bububu
Bububu ist eine Kleinstadt auf der ostafrikanischen Insel Unguja in Tansania. Die Ortschaft liegt rund acht Kilometer nördlich der Inselhauptstadt Sansibar an der Westküste der Insel und gilt daher als ein Vorort der Inselhauptstadt. Östlich Bububus liegen im Bereich des Masingini Forest die Bububu Springs.
Die Stadt ist vorwiegend eine dicht besiedelte Industriestadt, aber sie ist auch für ihren Strand bekannt, der als einer der schönsten innerhalb der näheren Umgebung der Hauptstadt gilt. In bzw. in der Nähe Bububus liegen zahlreiche Hotels.
Für Bububu werden für 2011 rund 48.000 Einwohner genannt. Nach anderen Quellen hatte die Stadt im Jahre 2002 lediglich 13.127 Einwohner.
Bububu gehört zur tansanischen Region Unguja Mjini Magharibi, einer von drei Regionen, die auf der Insel Unguja liegen. Die Grenze zur Region Unguja Kaskazini verläuft nur 2,5 Kilometer nördlich des Zentrums Bububus und bis zur Grenze zur Region Unguja Kusini sind es weniger als sieben Kilometer nach Osten.
Im Umland Bububus liegen zahlreiche Zimtbaum-Plantagen.

## Herkunft des Namens Bububu

Auf dieser historischen Karte Sansibars ist Bububu (siehe rote Markierung) noch nicht vorhanden, wohl aber das südlich davon gelegene Mtoni und Bet el Ras nördlich.

Der Ort Bububu und der Name dafür ist etwas neueren Ursprungs. Auf alten Karten Sansibars des späten 19. Jahrhunderts findet sich der Ort noch nicht. Nach und durch Bububu wurde 1905 eine Bahnstrecke gebaut, die den Bereich mit der Stadt Sansibar verband. Bububu bezeichnet einfach das Geräusch der Dampflok, die am Ort vorbeifuhr. Der Name ist auf Kiswahili neben „stesheni“ das Wort für „Bahnhof“.

## Wirtschaft, Verkehr und Bildung
In Bububu gibt es zahlreiche Händler und Kleinläden, die Früchte, frischen Fisch und Cashew-Nüsse verkaufen. Zur Inselhauptstadt gibt es eine regelmäßige Busverbindung. 1905 war eine Dampfstraßenbahn eröffnet worden, die vermutlich 1930 ihren Betrieb einstellte. Durch Bububu verläuft die Malawi Road, eine Hauptstraße an der Ostküste der Insel, die die Stadt Sansibar mit Mkokotoni an der Nordspitze der Insel verbindet. Ansonsten verfügt Bububu über zahlreiche Hotels, Guesthouses und Lodges und wirbt für den Urlaub am Korallenstrand, dem Bububu-Beach.
In Bububu steht die Bububu Secondary School. Aufgrund der großen Schülerzahl gibt es eine Vormittagsklasse (Unterricht von 7 Uhr bis 13 Uhr) und eine Nachmittagsklasse (Unterricht von 13 Uhr bis 19 Uhr).
Bububu verfügt auch über einen Kindergarten, der derzeit von 50 Kindern im Alter von vier bis sechs Jahren besucht wird.

## Bilder
- Bilder von Bububu Springs
- Bild eines typischen Hauses in Bububu